# Inge Solar Memorial – Alpen Trophy
Inge Solar Memorial – Alpen Trophy é uma competição internacional de patinação artística no gelo de níveis sênior, júnior, noviço e níveis menores, sediado na cidade de Innsbruck, Áustria. Faz parte do calendário do Challenger Series. A primeira edição foi disputada em 2018.

## Edições
| Ano  | Edição | Cidade sede | Sênior | Sênior | Sênior | Sênior | Júnior | Júnior | Júnior | Júnior | Noviço | Noviço | Ref         |
| Ano  | Edição | Cidade sede | M      | F      | P      | D      | M      | F      | P      | D      | M      | F      | Ref         |
| ---- | ------ | ----------- | ------ | ------ | ------ | ------ | ------ | ------ | ------ | ------ | ------ | ------ | ----------- |
| 2018 | 1.ª    | Innsbruck   | •      | •      | •      | •      | •      | •      | •      | •      | •      | •      | [ 1 ] [ 2 ] |

Legenda
- Parte do Challenger Series ISU
- –  Evento não disputado neste ano

## Lista de medalhistas

### Sênior

#### Individual masculino
| Evento                    | Ouro                   | Prata                   | Bronze                            |
| Innsbruck 2018 (detalhes) | Daniel Grassl · Itália | Roman Sadovsky · Canadá | Tomoki Hiwatashi · Estados Unidos |

#### Individual feminino
| Evento                    | Ouro                   | Prata                         | Bronze                   |
| Innsbruck 2018 (detalhes) | Anna Tarusina · Rússia | Serafima Sakhanovich · Rússia | Brooklee Han · Austrália |

#### Duplas
| Evento                    | Ouro                                            | Prata                                         | Bronze                  |
| Innsbruck 2018 (detalhes) | Anastasia Mishina · Aleksandr Galiamov · Rússia | Rebecca Ghilardi · Filippo Ambrosini · Itália | nenhum outro competidor |

#### Dança no gelo
| Evento                    | Ouro                                      | Prata                                                | Bronze                                        |
| Innsbruck 2018 (detalhes) | Charlène Guignard · Marco Fabbri · Itália | Lorraine McNamara · Quinn Carpenter · Estados Unidos | Marie-Jade Lauriault · Romain Le Gac · França |

### Júnior

#### Individual masculino júnior
| Evento                    | Ouro                         | Prata               | Bronze                      |
| Innsbruck 2018 (detalhes) | Gabriele Frangipani · Itália | Yudong Chen · China | Nikita Starostin · Alemanha |

#### Individual feminino júnior
| Evento                    | Ouro                        | Prata                     | Bronze                  |
| Innsbruck 2018 (detalhes) | Viktoria Vasilieva · Rússia | Alessia Tornaghi · Itália | Anaïs Coraducci · Suíça |

#### Duplas júnior
| Evento                    | Ouro                                         | Prata                                  | Bronze                               |
| Innsbruck 2018 (detalhes) | Vivienne Contarino · Marco Pauletti · Itália | Alyssa Montan · Manuel Piazza · Itália | Heidrun Pipal · Erik Pipal · Áustria |

#### Dança no gelo júnior
| Evento                    | Ouro                                      | Prata                                                  | Bronze                                   |
| Innsbruck 2018 (detalhes) | Sofia Shevchenko · Igor Eremenko · Rússia | Natalie Taschlerova · Filip Tascher · República Tcheca | Sara Campanini · Francesco Riva · Itália |

### Noviço avançado

#### Individual masculino noviço avançado
| Evento                    | Ouro                       | Prata                | Bronze                      |
| Innsbruck 2018 (detalhes) | Kirill Sarnovskiy · Rússia | Lev Vinokur · Rússia | Davide Calderari · Alemanha |

#### Individual feminino noviço avançado
| Evento                    | Ouro                              | Prata                      | Bronze                       |
| Innsbruck 2018 (detalhes) | Elizaveta Beretstovskaia · Rússia | Sofya Samodelkina · Rússia | Min Seo-hyun · Coreia do Sul |